# Colobopyga palmicola
Colobopyga palmicola är en insektsart som beskrevs av Williams och Watson 1990. Colobopyga palmicola ingår i släktet Colobopyga och familjen Halimococcidae. Inga underarter finns listade i Catalogue of Life.